# Bedřich (kníže)
Bedřich, také Fridrich, (* okolo 1141/2 – 25. března 1189) byl syn krále Vladislava II. a český kníže z rodu Přemyslovců od konce roku 1172 do září 1173 a od konce června 1178 do 25. března 1189. V letech 1164–1173 byl knížetem olomouckého údělu.
Jeho vládou začal čtvrtstoletí trvající státní úpadek, část problémů ale souvisela už s vládou jeho otce, jehož ztotožnění se s politikou říše se ukázalo jako příliš úzké.

## První období vlády
Král Vladislav II. si zajistil podporu šlechty a na sklonku roku 1172 předal podle principu primogenitury vládu svému synovi Bedřichovi.
| „            | ...starší však syny, Fridricha a Svatopluka, určil k službě vojenské a vládě po otci, ti oba, podle řízení Božího, jeden každý ve svém stavu začali den ode dne více a více prospívat. | “ |
| — Vincencius | |   |

V českých zemích ovšem platilo ještě v té době nástupnické právo seniorátu, proto nebyl Bedřich dle tohoto práva právoplatným nástupcem svého otce.
O nejvyšší post v zemi se tak hlásili synové Soběslava I. – na Přimdě vězněný Soběslav (II.), nejstarší tehdy žijící Přemyslovec, Oldřich a Václav. Oporu našli u císaře Fridricha I. Barbarossy (Vladislav II. očividně přecenil vděk císaře, kterému léta věrně sloužil), který v září 1173 zbavil Bedřicha moci a za českého knížete určil Oldřicha. Ten však předal otěže moci staršímu bratrovi Soběslavovi, vládnoucímu s knížecím titulem.

## 1178–1189

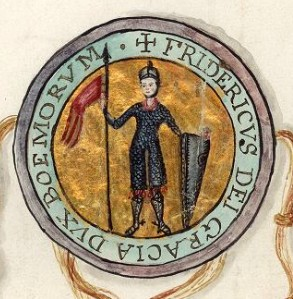
Překreslená pečeť knížete Bedřicha

V létě 1178 ztratil Soběslav II. podporu Fridricha I. Barbarossy, čehož využil Bedřich, uplatil císaře a obdržel od něj Čechy v léno. V následujícím desetiletí došlo v zemi k hluboké vnitropolitické krizi. Nejprve došlo v lednu 1179 mezi Bedřichem a Soběslavem k bitvám u Loděnice (u Berouna) a v Praze Na bojišti (u tehdejší vsi Nusle), ze kterých vyšel vítězně Bedřich, přestože první bitvu prohrál a u Loděnic se zachránil pouze útěkem. Na Moravě mezitím posiloval moc Konrád II. Ota z linie znojemských Přemyslovců, jemuž se podařilo spojit moravské úděly v jeden celek.

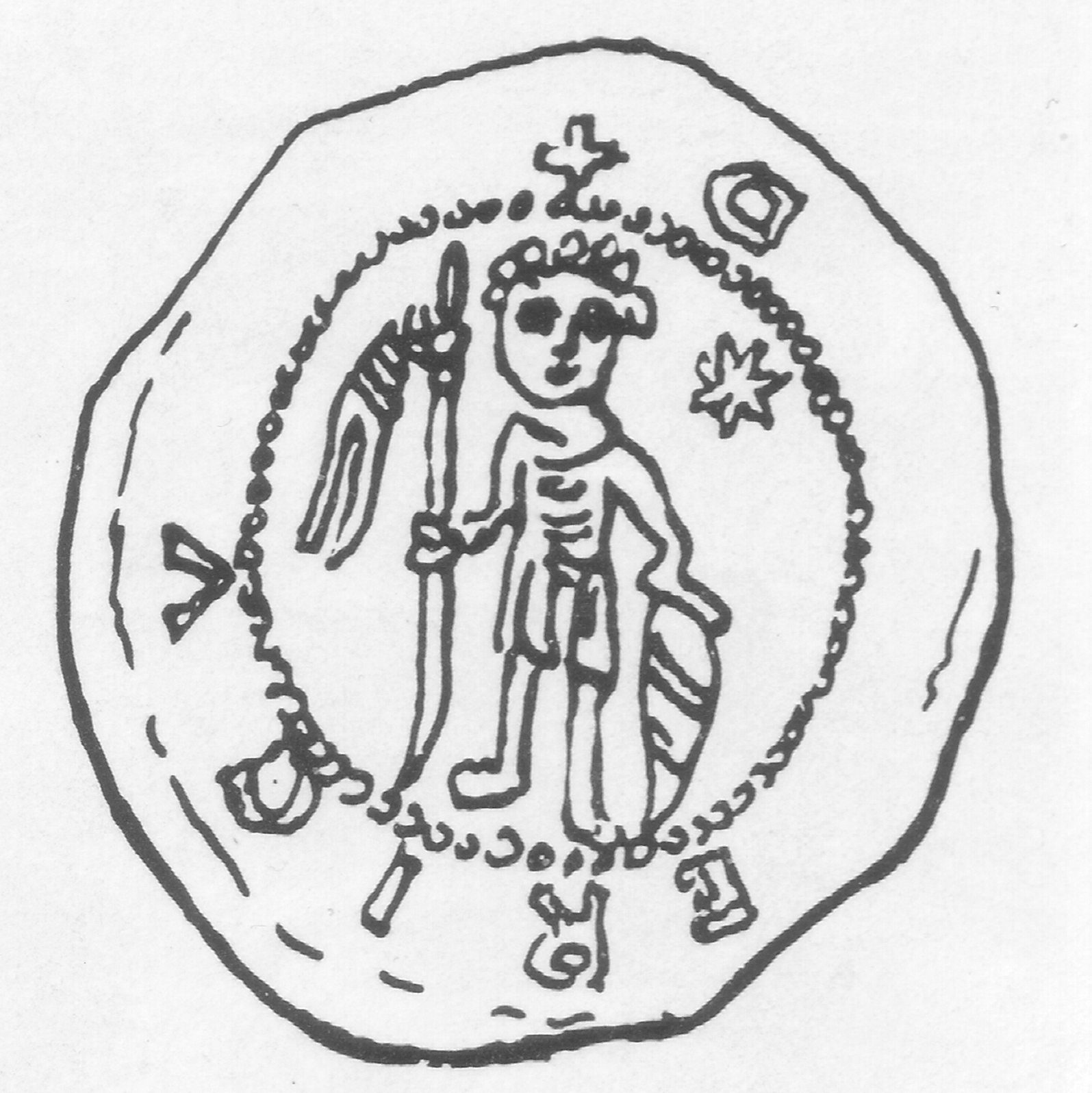
Pečeť knížete Bedřicha (August Sedláček)

V roce 1182 dlouhodobá nespokojenost s panujícím knížetem vedla k propuknutí vzpoury šlechty v českých zemích, Bedřich byl vyhnán ze země a šlechta si zvolila za nového knížete Konráda Otu. Bedřich hledal pomoc u císaře Fridricha Barbarossy, který se rozhodl spor vyřešit na sněmu v Řezně v září 1182. Zde císař tvrdě zasáhl a zastrašil přítomné Čechy.
| „         | ...širočin veliké množství rozkázal přinésti, jakoby je chtěl odpraviti. Když tito k nohoum jeho se uvrhli, za prominutí prosili a nutnosť změnivše za vůli přijali Fridricha za pána a knížete opět a s ním se do Prahy vrátili, za veliký majíce to zisk jak sami tak Kunrat, že z provinění uražené velebnosti nejsou pokutováni. Tak moudrý císař spiknutí odbojných moudře potlačil a onomu Čechy navrátil, tomuto však s Moravou za vděk vzíti poručil. | “ |
| — Jarloch | |   |

Konrád Ota se od té doby tituloval jako moravský markrabí a usiloval o nezávislost na pražském knížeti. Proto historici často vykládali události řezenského sněmu jako státoprávní akt, jímž Fridrich Barbarossa zřídil moravské markrabství, které vyjmul z pravomoci českých knížat a podřídil je říši. To však nebylo přímo řečeno. V každém případě císař jen přilil v situaci závažných rozporů mezi Přemyslovci pověstný olej do ohně. Oslabený stát byl pro Barbarossu jistě snáze ovladatelný. Nebezpečí, že se jednotný český stát rozpadne, jako se tomu stalo například v Polsku nebo na Rusi, sílilo.
V roce 1184, když byl Bedřich v Říši, pokusil se Soběslavovec Václav dobýt Pražský hrad, který ale ubránila kněžna Alžběta.

## Knínské úmluvy

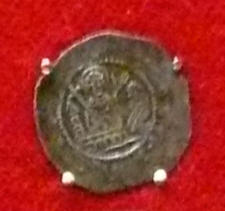
Bedřichův denár

Bedřich společně se svým nevlastním bratrem Přemyslem (pozdějším Přemyslem Otakarem I.) hodlali zasáhnout proti přílišné samostatnosti moravského markraběte a vytáhli na Moravu. Poplenili Brněnsko i Znojemsko. Roku 1185 došlo u Loděnice snad k nejhorší bitvě mezi Čechy a Moravany v dějinách. Vítězem se stal Přemysl, ale jeho vojsko utrpělo takové ztráty, že místo aby pronásledoval poražené, vrátil se nazpět do Čech. Poté se Konrád Ota rozhodl, že bude raději s knížetem Bedřichem vyjednávat.
| „         | Léta od vtělení Páně 1186 dodala hrůza často jmenovanému Konrádovi na rozumu, a když viděl, že nemůže klást odpor knížeti Bedřichovi a Čechům, přišel k němu za prostřednictvím dobrých lidí do Knína a stali se od té doby přáteli a zůstali jimi i na potom. | “ |
| — Jarloch | |   |

Na jednáních v Kníně zřejmě uznal svrchovanost pražského knížete nad Moravou, zatímco Bedřich mu přiznal její držení. Pokud skutečně Fridrich Barbarossa připojil Moravu lenním vztahem přímo k říši, nyní tato podřízenost skončila. Kromě toho se řešila nástupnická otázka – nástupcem Bedřicha se měl stát právě Konrád II.
Po smíru s Konrádem Otou ovšem vyplul na povrch další Bedřichův spor s jeho bratrancem a pražským biskupem Jindřichem Břetislavem. Spor ukončil císař Barbarossa, který zvláštním privilegiem prohlásil příslušnost pražského biskupa k říšským knížatům a jeho nezávislost na českém knížeti, což vedlo k dalšímu oslabení knížete.
Po Bedřichově smrti (25. března 1189) se vlády (patrně na základu dohod z Knína) a se souhlasem českých předáků ujal Konrád II. Ota.
Bedřich se krátce před smrtí chystal podpořit císaře na III. křížové výpravě, ale 25. března 1189 zemřel. Nahradil jej Konrád II. Ota a Čechy s Moravou byly opět sjednoceny.

## Rodina
Roku 1157 se Bedřich oženil s Alžbětou Uherskou, dcerou Gézy II. a Eufroziny Kyjevské, se kterou měl šest dětí:
- Vratislav (1160–1170 † 1180)
- Žofie Přemyslovna (* mezi 1166–1176 – 1195)

∞ 1186 Albrecht I. Míšeňský (1158–1195)
- Helena-Eirene (1158–po 1165)

∞ 1164 ? z byzantského rodu Petralifů (Petraphoilas-Komnenos)
- Olga ( 1159 – † asi 1163)
- Markéta († 28.8.1167)
- Ludmila Přemyslovna, bavorská vévodkyně (* 1169–1176 – 1240)

∞ 1189 Albrecht III. z Bogenu († 1198)
∞ 1204 Ludvík I. Kelheimský/Bavorský (1173–1231)

## Vývod z předků
|         |                          |  |                    |                             |  |  |  |  |  |  |  | Břetislav I. |
|         |                          |  |                    |                             |  |  |  |  |  |  |  |              |
|         | Vratislav II.            |  |                    |                             |  |  |  |  |  |  |  |              |
|         |                          |  |                    |                             |  |  |  |  |  |  |  |              |
|         |                          |  |                    | Jitka ze Svinibrodu         |  |  |  |  |  |  |  |              |
|         |                          |  |                    |                             |  |  |  |  |  |  |  |              |
|         | Vladislav I.             |  |                    |                             |  |  |  |  |  |  |  |              |
|         |                          |  |                    |                             |  |  |  |  |  |  |  |              |
|         |                          |  |                    | Kazimír I. Obnovitel        |  |  |  |  |  |  |  |              |
|         |                          |  |                    |                             |  |  |  |  |  |  |  |              |
|         | Svatava Polská           |  |                    |                             |  |  |  |  |  |  |  |              |
|         |                          |  |                    |                             |  |  |  |  |  |  |  |              |
|         |                          |  |                    | Dobroněga Kyjevská          |  |  |  |  |  |  |  |              |
|         |                          |  |                    |                             |  |  |  |  |  |  |  |              |
|         | Vladislav II.            |  |                    |                             |  |  |  |  |  |  |  |              |
|         |                          |  |                    |                             |  |  |  |  |  |  |  |              |
|         |                          |  |                    | Poppo z Bergu-Schelklingenu |  |  |  |  |  |  |  |              |
|         |                          |  |                    |                             |  |  |  |  |  |  |  |              |
|         | Jindřich z Bergu         |  |                    |                             |  |  |  |  |  |  |  |              |
|         |                          |  |                    |                             |  |  |  |  |  |  |  |              |
|         |                          |  |                    | Žofie Uhorská               |  |  |  |  |  |  |  |              |
|         |                          |  |                    |                             |  |  |  |  |  |  |  |              |
|         | Richenza z Bergu         |  |                    |                             |  |  |  |  |  |  |  |              |
|         |                          |  |                    |                             |  |  |  |  |  |  |  |              |
|         |                          |  |                    | Diepold II. z Vohburgu      |  |  |  |  |  |  |  |              |
|         |                          |  |                    |                             |  |  |  |  |  |  |  |              |
|         | Adelheid z Mochentalu    |  |                    |                             |  |  |  |  |  |  |  |              |
|         |                          |  |                    |                             |  |  |  |  |  |  |  |              |
|         |                          |  |                    | Luitgarda Zähringenská      |  |  |  |  |  |  |  |              |
|         |                          |  |                    |                             |  |  |  |  |  |  |  |              |
| Bedřich |                          |  |                    |                             |  |  |  |  |  |  |  |              |
|         |                          |  |                    |                             |  |  |  |  |  |  |  |              |
|         |                          |  | Arnošt Babenberský |                             |  |  |  |  |  |  |  |              |
|         |                          |  |                    |                             |  |  |  |  |  |  |  |              |
|         | Leopold II. Babenberský  |  |                    |                             |  |  |  |  |  |  |  |              |
|         |                          |  |                    |                             |  |  |  |  |  |  |  |              |
|         |                          |  |                    | Adelaida Wettinská          |  |  |  |  |  |  |  |              |
|         |                          |  |                    |                             |  |  |  |  |  |  |  |              |
|         | Leopold III. Babenberský |  |                    |                             |  |  |  |  |  |  |  |              |
|         |                          |  |                    |                             |  |  |  |  |  |  |  |              |
|         |                          |  |                    | Rapoto I. ze Chamu          |  |  |  |  |  |  |  |              |
|         |                          |  |                    |                             |  |  |  |  |  |  |  |              |
|         | Ida z Formbachu          |  |                    |                             |  |  |  |  |  |  |  |              |
|         |                          |  |                    |                             |  |  |  |  |  |  |  |              |
|         |                          |  |                    | Mathilde                    |  |  |  |  |  |  |  |              |
|         |                          |  |                    |                             |  |  |  |  |  |  |  |              |
|         | Gertruda Babenberská     |  |                    |                             |  |  |  |  |  |  |  |              |
|         |                          |  |                    |                             |  |  |  |  |  |  |  |              |
|         |                          |  |                    | Jindřich III. Černý         |  |  |  |  |  |  |  |              |
|         |                          |  |                    |                             |  |  |  |  |  |  |  |              |
|         | Jindřich IV. Sálský      |  |                    |                             |  |  |  |  |  |  |  |              |
|         |                          |  |                    |                             |  |  |  |  |  |  |  |              |
|         |                          |  |                    | Anežka z Poitou             |  |  |  |  |  |  |  |              |
|         |                          |  |                    |                             |  |  |  |  |  |  |  |              |
|         | Anežka Sálská            |  |                    |                             |  |  |  |  |  |  |  |              |
|         |                          |  |                    |                             |  |  |  |  |  |  |  |              |
|         |                          |  |                    | Ota Savojský                |  |  |  |  |  |  |  |              |
|         |                          |  |                    |                             |  |  |  |  |  |  |  |              |
|         | Berta Savojská           |  |                    |                             |  |  |  |  |  |  |  |              |
|         |                          |  |                    |                             |  |  |  |  |  |  |  |              |
|         |                          |  |                    | Adelheid Turínská           |  |  |  |  |  |  |  |              |
|         |                          |  |                    |                             |  |  |  |  |  |  |  |              |